# Бишівський провулок
Би́шівський прову́лок — провулок у Дніпровському районі міста Києва, місцевість Стара Дарниця. Пролягає від Гроденської вулиці до вулиці Микешина.

## Історія
Провулок виник у 1-й половині XX століття. Спочатку мав назву Тарасівська вулиця, ймовірно, на честь Тараса Шевченка, так само, як і розташована поряд Бишівська вулиця мала назву Шевченківська (ліквідована в 1980-х роках у зв'язку зі знесенням старої забудови). Сучасна назва — з 1955 року.